# Vlag van Anna Paulowna

Vlag van de voormalige gemeente Anna Paulowna
(1938-2012)

De vlag van Anna Paulowna is nooit officieel als gemeentevlag van de toenmalige gemeente Anna Paulowna aangenomen. De vlag die officieus als gemeentelijk dundoek gebruikt werd bestond uit drie banen van gelijke hoogte in de kleuren rood, geel en blauw. In het kanton staat het wapen van Anna Paulowna afgebeeld. Op 1 januari 2012 ging de gemeente op in Hollands Kroon, waarmee de gemeentevlag kwam te vervallen.
De vlag is vermoedelijk in gebruik genomen tijdens of na het 40-jarig regeringsjubileum van koningin Wilhelmina in 1938. Daarbij liepen delegaties jongeren uit de verschillende gemeentes van het land tijdens een defilé, voorafgegaan door een provincievlag met het gemeentewapen in het kanton. Nog niet bestaande provincievlaggen waren speciaal voor het defilé ontworpen. De vlag voldoet aan de beschrijving van deze vlaggen; de ondergrond komt overeen met het ontwerp voor de vlag van Noord-Holland die tijdens het jubileum is gebruikt.
De oorspronkelijke defileervlaggen waren vierkant. Anna Paulowna heeft een rechthoekige versie aangenomen.

## Verwant symbool

Wapen van Anna Paulowna

Akersloot
· Andijk
· Anna Paulowna 
· Assendelft 
· Beemster 
· Bennebroek 
· Blokker 
· Broek in Waterland 
· Bussum 
· Callantsoog 
· Edam 
· Egmond 
· Egmond aan Zee 
· Egmond-Binnen 
· Graft-De Rijp 
· 's-Graveland 
· Haarlemmerliede en Spaarnwoude 
· Harenkarspel 
· Heerhugowaard 
· Hensbroek 
· Hoogwoud 
· Ilpendam 
· Jisp 
· Krommenie 
· Langedijk 
· Limmen 
· Marken 
· Midwoud 
· Monnickendam 
· Muiden 
· Naarden 
· Nederhorst den Berg 
· Nibbixwoud 
· Niedorp 
· Noorder-Koggenland 
· Obdam 
· Opperdoes 
· Schermer 
· Schermerhorn 
· Schoorl 
· Sint Maarten 
· Terschelling 
· Terschelling en Vlieland 
· Twisk 
· Venhuizen 
· Vlieland 
· Warmenhuizen
· Weesp
· Wervershoof 
· Wester-Koggenland 
· Westwoud 
· Westzaan 
· Wieringen 
· Wieringermeer 
· Wijdewormer 
· Wognum 
· Wormer 
· Wormerveer 
· Zaandam 
· Zaandijk 
· Zeevang 
· Zijpe